# Suaeda nigra
Suaeda nigra là loài thực vật có hoa thuộc họ Dền. Loài này được (Raf.) J.F. Macbr. miêu tả khoa học đầu tiên năm 1918.